# Albert Heijnneman
Albert Eduard Heijnneman, auch Ab oder Albert Heynneman, (* 28. Oktober 1896 in Penang, Straits Settlements; † 20. Februar 1944 in Scheveningen) war ein niederländischer Leichtathlet und Widerstandskämpfer gegen die deutsche Besatzung während des Zweiten Weltkriegs.

## Biographie
Albert Heijnneman, Spitzname Boeng, bestritt 1916 seinen ersten Laufwettbewerb in der Radrennbahn von Scheveningen. 1919 wurde er niederländischer Meister sowohl über 100 Meter als auch über 200 Meter. Von 1917 bis 1919 wurde er zudem drei Mal nationaler Meister im Weitsprung.
1920 vertrat Heijnneman die Niederlande bei den Olympischen Spielen 1920 in Antwerpen, wo er Mitglied der 4-mal-100-Meter-Staffel war, die neben ihm aus Jan de Vries, Harry van Rappard (dessen Bruder der Nationalsozialist Ernst Hermann van Rappard war) und Cor Wezepoel bestand. Die Staffel schied in der zweiten Runde mit einer Zeit von 43,5 Sekunden aus. Heijnneman startete auch im 100-Meter- und 200-Meter-Lauf. Über die 100 Meter schied er in der ersten Runde aus, über die 200 Meter gelangte er bis ins Viertelfinale, wo er Fünfter und Letzter des Rennens wurde.
Am 23. Juli 1922 wurde Heijnneman im Finallauf um den  Prins Hendrik-beker als Dritter gewertet, obwohl er seiner Meinung nach Zweiter geworden war. Nachdem er gegen diese Wertung protestiert hatte, wurde er von seinem Den Haager Verein Vlug en Lenig (V&L) suspendiert. Daraufhin gründete er einen neuen Verein, De Trekvogels (Die Zugvögel). Ein Jahr später kehrte er zu V&L zurück, und die beiden Vereine fusionierten. 1923 beendete er seine Sportlaufbahn in Europa und zog nach Niederländisch-Indien, wo er weiterhin an Wettbewerben teilnahm und mit 7,22 Meter einen Rekord der Indisch Athletiek Unie aufstellte. In den 1930er Jahren kehrte er in die Niederlande zurück.
Während der Besetzung der Niederlande durch die deutsche Wehrmacht schloss sich Heijnneman, der von Beruf Buchhalter war, dem Widerstand an. Er wurde von der Gestapo verhaftet und im Gefängnis von Scheveningen, dem sogenannten Oranjehotel, zu Tode gefoltert. Er war verheiratet und Vater eines Kindes. Sein Grab befindet sich auf dem Ereveld Loenen.